# Tour de França
El Tour de França (Tour de France en francès) és una competició ciclista per etapes disputada al llarg de la geografia francesa i, a vegades, d'altres països durant tres setmanes del mes de juliol. Considerada una de les tres Grans Voltes, s'ha celebrat anualment des de 1903, només essent interrompuda entre el 1915 i el 1918 a causa de la Primera Guerra Mundial i de 1940 a 1946 per culpa de la Segona Guerra Mundial.

## Descripció
El Tour de França és una cursa ciclista coneguda arreu del món. Sol tenir 21 dies de competició o etapes i, tot i que històricament hi ha hagut edicions més llargues, la Unió Ciclista Internacional en limita el seu recorregut a un màxim de 3.500 kilòmetres. El Tour més curt va ser el de 1904 amb 2.420 kilòmetres i el més llarg el de 1926 amb 5.745 kilòmetres.
Les tres setmanes de competició solen incloure dos dies de descans, que a vegades són utilitzats per a transportar els ciclistes d'una ciutat a una altra. La cursa recorre França en el sentit de les agulles del rellotge o en sentit contrari (en el passat, s'alternava en un sentit cada any). El primer circuit en el sentit contrari de les agulles del rellotge va ser el 1913.

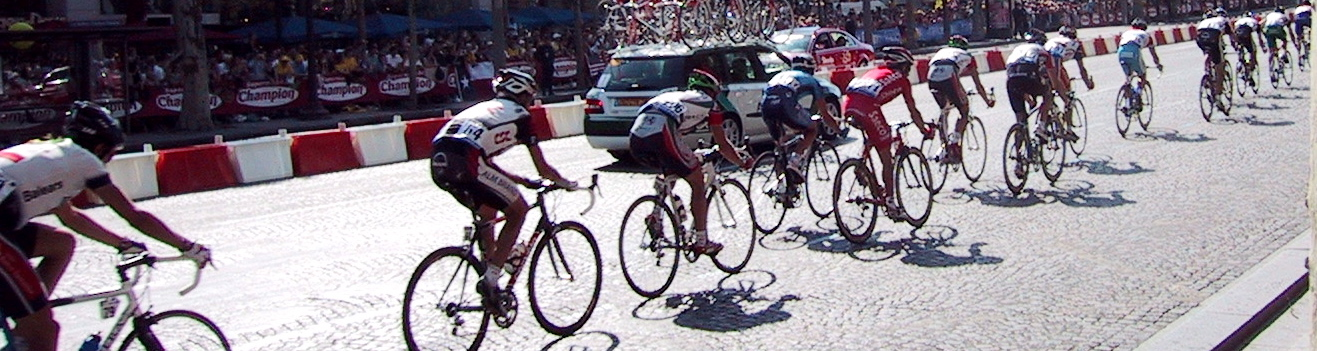
El Tour del 2004 en la seva última etapa per l'avinguda dels Camps Elisis

El The New York Times deia el "El Tour de França és probablement el més exigent dels esdeveniments atlètics". L'esforç es comparava a "córrer una marató uns quants dies a la setmana durant tres setmanes", i l'elevació total de les pujades es va comparar amb "pujar tres Everest". L'any 2003 el Tour fou guardonat amb el Premi Príncep d'Astúries dels Esports.
El nombre d'equips normalment varia entre 20 i 22. Durant molts anys, cada equip tenia nou ciclistes; però a la dècada de 2010 es va rebaixar a 8 per mirar de reduir els accidents en competició. Des de la introducció de l'UCI World Tour, tots els equips UCI World Team i els dos millors Pro Teams de la temporada precedent hi tenen accés garantit. L'organitzador de la cursa, l'Amaury Sport Organisation, convida dos equips més.
Els ciclistes es classifiquen segons el temps que cadascun ha fet durant la cursa, en la classificació general. Hi pot haver bonificacions d'hora per acabar bé en una etapa o ser el primer en creuar un punt intermedi. És possible vèncer sense guanyar una etapa, com Greg LeMond que va guanyar el 1990. Hi ha classificacions subsidiàries (vegeu més avall), algunes amb jerseis distintius per al millor ciclista.
Els ciclistes normalment comencen junts cada dia, amb el primer sobre la línia de sortida; però alguns dies es fan contra-rellotges individuals o per equips. El guanyador de la general sol dominar la muntanya i la contra rellotge. La majoria del recorregut transcorre per França; però és habitual que el Tour visiti altres països. En aquest sentit, ja el 1906, es va visitar Alemanya, Itàlia i Espanya. Les etapes poden ser planes, ondulants o muntanyoses. Des del 1975 l'última etapa ha sigut el recorregut per l'Avinguda dels Camps Elisis a París; des del 1903 al 1967 la cursa acabava a l'estadi al Parc des Princes a París i des del 1968 al 1974 al Velòdrom de Vincennes.

## Història

### Creació del Tour
A finals del segle xix a França, hi havia un diari esportiu anomenat Le Vélo. El seu director, Pierre Giffard, utilitzava les seves columnes per donar suport a Alfred Dreyfus i aquest fet va desagradar al cercle industrial i automobilístic (en la seva majoria anti-Dreyfus). El 1900, el seu representant, el Comte de Dion, Henri Desgrange, va decidir crear un diari per fer la competència, aquest nou diari s'anomenà l'Auto-Vélo. Mentre que Le Vélo es publica en paper verd, Desgrange decideix que la publicació en l'Auto-Vélo sigui en paper groc (un any més tard, aquest color donarà lloc a la samarreta groga). El Director de Le Vélo, Paul Rousseau, posa una demanda i el 16 de gener de 1903, Dion perd i es veu obligat a canviar el nom d'Auto-Vélo a L'Auto, com que el ciclisme és tan important en termes econòmics la pèrdua de la designació podria afectar les vendes del diari. Desgrange va trobar una solució gràcies al seu col·lega, el periodista Geo Lefevre que li va proposar organitzar una cursa de bicicletes que podrien augmentar el seu nombre de lectors: el Tour de França. El 19 de gener de 1903, l'Auto va anunciar la creació "del major esdeveniment ciclista que se celebra" el Tour de França.
La cursa es va iniciar al juliol i les vendes de l'Auto van anar en augment en detriment de Le Vélo. Continua la seva publicació l'any següent. Desgrange va ser l'organitzador del Tour fins al 1939, any de la Segona Guerra Mundial. El 1936, malalt, va abandonar el Tour a Charleville, i va passar el testimoni de la cursa a Jacques Goddet.

### El primer Tour
El primer Tour de França es va celebrar entre l'1 de juliol i el 19 de juliol de 1903 tot i tenir només 6 etapes. Va ser un recurs publicitari del diari francès L'Auto i el seu recorregut fou dissenyat pel director d'aquest, Henri Desgrange.
En aquest Tour els ciclistes que abandonen en una de les etapes els és permès de continuar prenent-hi part, tot i que, a partir d'aquell moment, no competeixen per a la classificació general. Això fa que Hippolyte Aucouturier pugui guanyar dues etapes, tot i haver abandonat durant la primera etapa del Tour. En aquest primer Tour es produí la primera participació d'un ciclista català al Tour. Fou Pau Pujol, de Castellví de la Marca (Alt Penedès) que participà en la 4a etapa entrant en 14a posició a 40’ 38” del guanyador (http://www.sitiodeciclismo.net/ritfiche.php?ritid=5711). Posteriorment, l'any 1905, Pau Pujol seria campió d'Espanya.
El primer guanyador fou el francès Maurice Garin qui va treure gairebé 3 hores al seu perseguidor a la general, el també francès Lucien Pothier.

### Una etapa marcada pel dopatge (1996-2010)
El 1996 Bjarne Riis guanyà el Tour de França, acabant amb el domini de Miguel Indurain. Tot i això, Riis, qui més tard seria el director de l'equip CSC confessà haver-se dopat amb EPO en el període 1993-1998. Això propicià que el Tour, en principi, li retirés la seva victòria el 1996 i el seu tercer lloc el 1995. Essent d'aquesta manera la victòria per a Jan Ullrich, un ciclista alemany que acabà segon a 1'01" de Riis tot i la seva joventut (22 anys); finalment, però, el Tour no li retirà les victòries a Riis. La carrera d'Ullrich, tot i semblar prometedora, es veié truncada tant per la mala sort com per l'aparició d'un altre gran ciclista, Lance Armstrong, qui el relegà a un segon lloc.
El 1997, Riis partia com a favorit, però a causa de la força del jove alemany Jan Ullrich, l'equip li va treure el "títol" de corredor principal de les files a mitjan Tour. Ullrich aconseguí un gran avantatge respecte de Richard Virenque, qui finalment seria el segon classificat, guanyant per tant de manera clara i contundent. Riis, va perdre 2' respecte d'Ullrich en una contra-rellotge, d'aquí que l'equip decidís escudar a Ullrich. Riis acabà a 26' 34" del líder, en setena posició.
El 1998, s'esperava una gran victòria d'Ullrich. No obstant això, l'escalador Marco Pantani li va treure vuit minuts en una etapa de muntanya en què es passava el Col du Galibier i s'arribava a la meta al cim de Les Deux Alpes, fet que li va permetre enfundar-se el mallot groc. El ciclista italià va mantenir el mallot fins al final del Tour, tot i els intents d'Ullrich de recuperar-lo, i acabà en primer lloc, a 3 minuts de Jan Ullrich, que ocupava la segona posició de nou. Durant la celebració d'aquesta edició, sortí a la llum el Cas Festina, on es veieren implicats diversos corredors de gran importància, com Richard Virenque.
El 2007, Alberto Contador s'imposà en un Tour clarament marcat pel dopatge, que deixà fora a Aleksandr Vinokúrov i al seu equip, l'Astana. També es veié forçat a retirar-se Michael Rasmussen, quan faltaven quatre etapes per al final del Tour i essent líder de la classificació general.
El Tour del 2008 va estar marcat per l'absència de l'equip Astana, on figurava el que, a priori, era el gran favorit, Alberto Contador. L'organització castigà d'aquesta forma el positiu del kazakh Aleksandr Vinokúrov a l'anterior edició. A pesar d'aquesta absència, un altre espanyol, Carlos Sastre, s'adjudicà una victòria forjada en la muntanya, especialment amb un atac espectacular a l'Alpe d'Huez que li va servir per a treure més de dos minuts a l'australià Cadel Evans, segon classificat.
Amb aquesta victòria, el ciclisme espanyol en sumà tres de consecutives amb tres ciclistes diferents (fet aconseguit també per ciclistes de França i Bèlgica), ja que a les de Contador (2007) i Sastre (2008) s'ha de sumar la de Óscar Pereiro (2006), que aconseguí entrar en el palmarès de la ronda per etapes més important del ciclisme després de la desqualificació per dopatge de l'estatunidenc Floyd Landis.
A aquestes tres victòries espanyoles s'ha de sumar la realitzada per Alberto Contador en el Tour de 2009, conjuntament amb la de l'equip Astana Qazaqstan Team. Un Tour marcat per la supremacia realitzada per Contador en les etapes de muntanya com Arcalís i Verbier i la contra-rellotge d'Annecy (victòria en les dos últimes), i pel retorn de Lance Armstrong als 38 anys i per la tensió viscuda en l'equip Astana entre els dos suposats líders. El Tour de 2009 passà per Barcelona i moltes altres poblacions de la costa catalana.
L'any següent, Alberto Contador acabà el Tour de França de 2010 en primera posició; però, posteriorment, es va identificar un positiu seu de Clenbuterol en un test fet durant un dia de descans. El Tribunal d'Arbitratge de l'Esport el va considerar culpable d'utilitzar clenbuterol durant la cursa i el va desposseir del títol el 6 de febrer de 2012. Aquell mateix any, l'UCI desposseeix i desqualifica Lance Armstrong de tots els títols aconseguits des de l'1 d'agost de 1998 i el sanciona de per vida a causa de l'acusació de l'USADA i de diversos ciclistes de dopatge continuat.

## El Tour de França i el dopatge

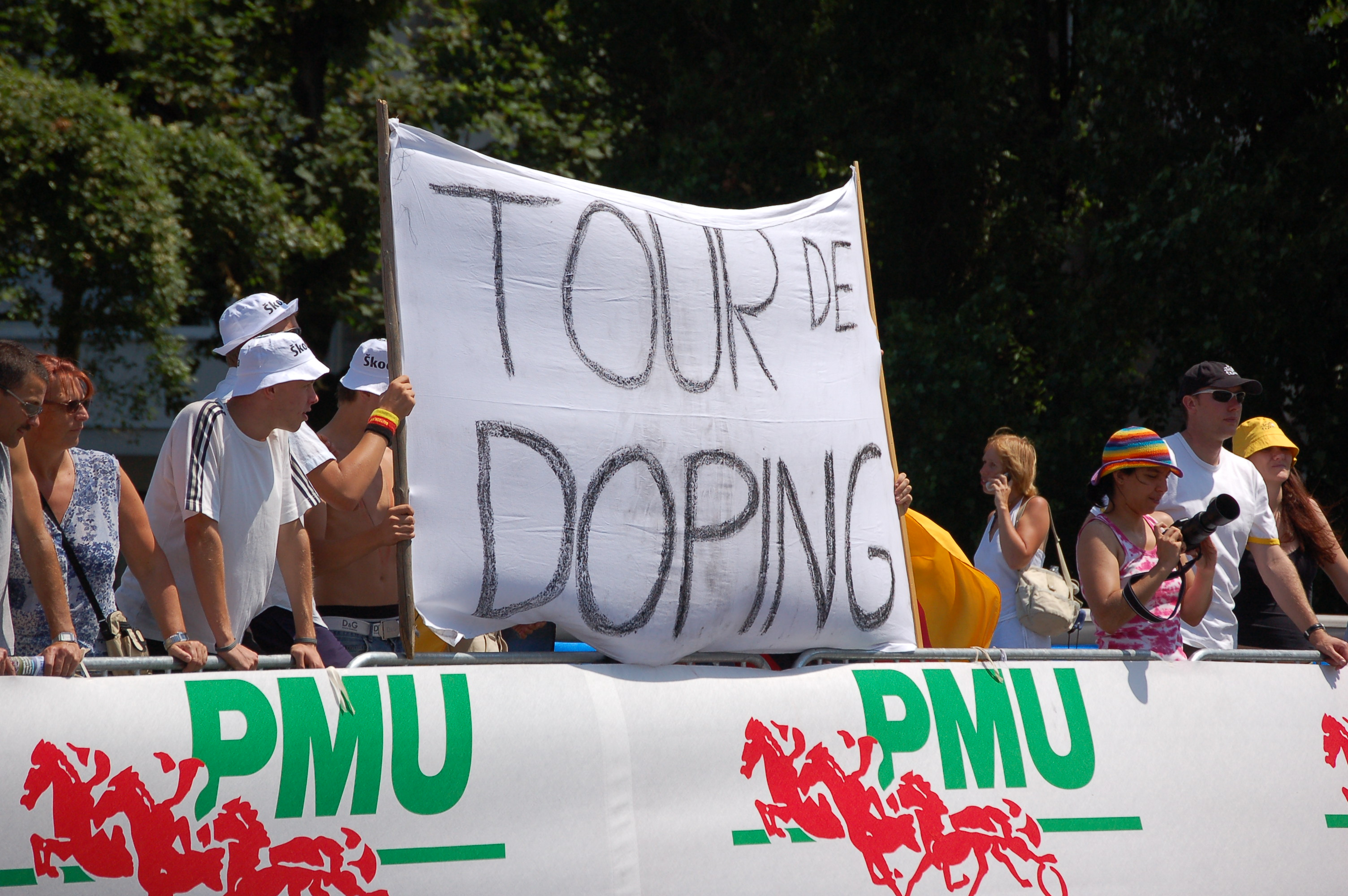
Espectadors durant el Tour de França de 2006

El dopatge és present al ciclisme des de la fi del segle xix; però no es considerà un problema rellevant fins als anys 1950, tot i que sí que preocupava Desgrange. Tant és així, que, el 1924, Albert Londres descrivia amb tots els detalls les pràctiques dopants dels ciclistes a Les forçats de la route. Així mateix, en les narracions diàries que feia a Le Pétit Parisien, reproduïa revelacions d'alguns corredors -l'ús de cocaïna als ulls o cloroform a les genives-, no pas per millorar el seu rendiment, sinó per suportar la durada de les etapes, que s’allargaven entre 15 i 20 hores. Anys més tard, el cinc vegades vencedor de la prova, Jacques Anquetil, també reconeixeria en públic l'ús de substàncies dopants de manera habitual: "Prefereixo posar-me una injecció de cafeïna que beure tres tasses de cafè, que em fan mal al fetge..." i "Em dopo perquè tothom es dopa [...]. Molt sovint m'he posat injeccions."
Es considera que la lluita contra el dopatge va començar en l'edició del 1966, després que hi hagués hagut diversos incidents en les edicions recents. Aquell any es van fer 12 controls a la fi de dues etapes, dels quals sis van resultar positius d'amfetamines. L'intent d'aplicar sancions als corredors que havien donat positiu va fer que els ciclistes, liderats per Anquetil, es declaressin en vaga, motiu pel qual els testos van ser blanquejats i on hi va haver cap sanció. Després que, l'any següent, Tom Simpson morís durant l'ascensió al mont Ventoux, el 1968 es va decidir que, a la fi de cada etapa, diversos ciclistes escollits a l'atzar serien testats.
A partir de la fi dels anys 1970 i fins a la fi del segle xx, diversos casos espectaculars de dopatge van sacsejar el Tour: desqualificació de Michel Pollentier, degradació de Joop Zoetemelk, interrogatori a Pedro Delgado. L'arribada massiva de l'EPO, durant la dècada de 1990 va suposar un salt endavant en les pràctiques de dopatge, arribant al seu zenit amb l'esclat del Cas Festina, el 1998, que representa un punt d'inflexió en la percepció pública del dopatge i per la imatge del Tour de França. Aquesta operació judicial revela la magnitud del dopatge i el pas "d'un dopatge artesanal a un dopatge industrial" relacionat amb l'EPO. Durant uns anys, el dopatge afectaria el Tour i els seus principals corredors cada edició. Per aquest motiu, la lluita tradicional (controls antidopatge) s'incrementa durant l'inici del segle XXI i s'uneix a una política policial d'intervencions per delictes relacionats amb els productes estupefaents.

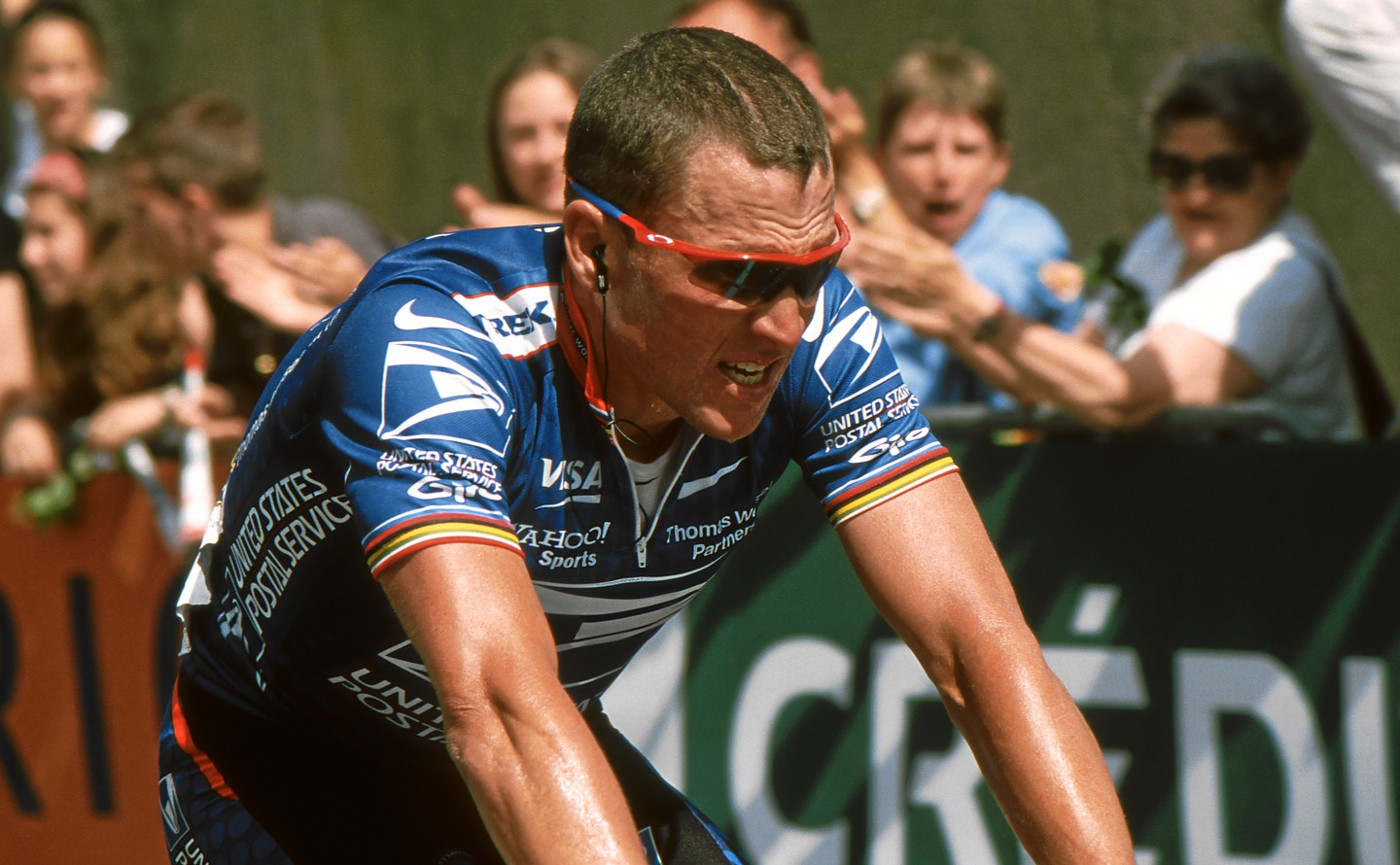
Lance Armstrong, el 2002

El 2006, Floyd Landis fou el primer vencedor del Tour desqualificat per dopatge; però les gestes de Lance Armstrong, guanyador del Tour set vegades entre el 1999 i el 2005 esclafant els adversaris, són objecte de "sospites permanents". Els periodistes aborden el tema i revelen testimonis que confirmen les pràctiques de dopatge d'Armstrong, així com els testos positius[A]. L'agost de 2012, l'Agència Antidopatge dels Estats Units va suspendre Lance Armstrong a perpetuïtat i el va privar dels seus set títols per diverses infraccions del Codi antidopatge mundial. La pèrdua dels seus títols va ser confirmada per l'UCI el 22 d'octubre de 2012; però, en reconeixement de la magnitud del dopatge dins del pilot internacional, els triomfs no es van assignar a cap altre ciclista.El 2011, Alberto Contador va prendre la sortida del Tour perquè el Tribunal d'Arbitratge de l'Esport encara no s'havia pronunciat sobre el control de dopatge positiu al qual havia set sotmès durant l'edició anterior, que havia guanyat. El 6 de febrer de 2012, Contador va ser finalment exclòs i desposseït del triomf. D'aquesta manera, entre el 1999 al 2011, es van cancel·lar nou victòries de catorze edicions. A més, la de Bjarne Riis del 1996, havia estat anul·lada de la llista el 2007, abans de ser reincorporada el 4 de juliol de 2008, amb una menció a la seva confessió de dopatge.

## Directors del Tour de França
- 1903-1939: Henri Desgrange
- 1947-1961: Jacques Goddet

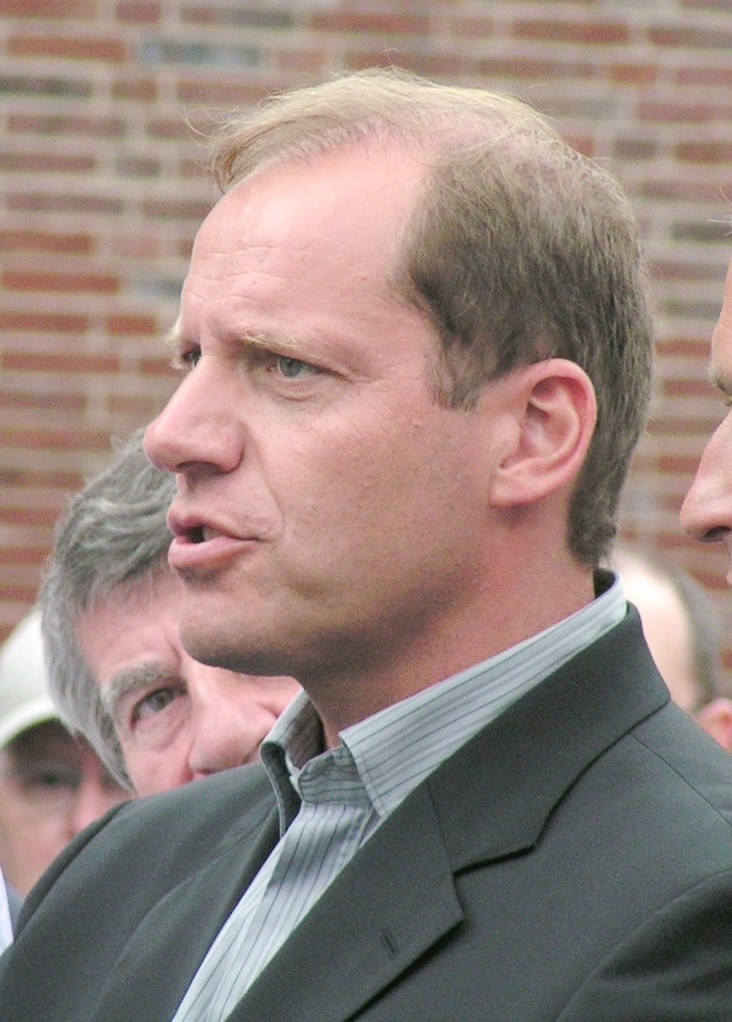
Christian Prudhomme, director actual de la ronda francesa.

- 1962-1986: Jacques Goddet i Félix Lévitan
- 1987: Jean-François Naquet-Radiguet i Xavier Louy
- 1988: Jean-Pierre Courcol i Xavier Louy
- 1989-1993: Jean-Pierre Carenso i Jean-Marie Leblanc
- 1994-2000: Jean-Claude Killy i Jean-Marie Leblanc
- 2001-2004: Patrice Clerc i Jean-Marie Leblanc
- 2005-2006: Jean-Marie Leblanc i Christian Prudhomme
- des de 2006: Christian Prudhomme

## Morts
Ciclistes que han mort durant el Tour de França:
- 1910: El ciclista francès Adolphe Helière morí ofegat durant el dia de descans.
- 1935: El ciclista espanyol Francisco Cepeda es va estimbar per un barranc baixant el coll del Galibier.
- 1967: 13 de juliol, etapa 13: Tom Simpson morí a causa d'una insuficiència cardíaca durant l'ascens del Ventor. Es trobaren amfetamines al jersei i la sang de Simpson.
- 1995: 18 de juliol, etapa 15: Fabio Casartelli xocà a 88 km/h baixant el coll de Portèth d'Aspèth.

També han succeït altres set accidents:
- 1934: Un motociclista morí durant una exhibició al velòdrom de La Roche Sur Yon xocant a gran velocitat mentre entretenia la multitud abans que els ciclistes arribessin.[26]
- 1957: 14 de juliol: El motociclista Rene Wagter i el passatger Alex Virot, un periodista de Ràdio Luxemburg, es despenyaren en la carretera de muntanya d'Acs.
- 1958: Constant Wouters, morí després de tindre un accident amb l'esprintador André Darrigade al Parc des Princes.[27]
- 1964: Vint persones moriren quan una furgoneta de subministraments xocà amb un pont a la regió de Dordonya, resultant en l'accident més important de la història del tour.[28]
- 2000: Un nen de 12 anys de Ginacèrvias, Phillippe, fou atropellat per un cotxe de la caravana publicitària del Tour de França.[29]
- 2002: Un nen de 7 anys, Melvin Pompele, morí prop de Retjons després de córrer davant la caravana.[29]
- 2009: 18 de juliol, 14a etapa: Un espectador d'uns 60 anys fou atropellat per una motocicleta de la policia mentre creuava la carretera prop de Wittelsheim.[28]

## Palmarès
| Any  | Vencedor                   | Segon                      | Tercer                       |
| ---- | -------------------------- | -------------------------- | ---------------------------- |
| 1903 | Maurice Garin              | Lucien Pothier             | Fernand Augereau             |
| 1904 | Henri Cornet               | Jean-Baptiste Dortignacq   | Aloïs Catteau                |
| 1905 | Louis Trousselier          | Hippolyte Aucouturier      | Jean-Baptiste Dortignacq     |
| 1906 | René Pottier               | Georges Passerieu          | Louis Trousselier            |
| 1907 | Lucien Petit-Breton        | Gustave Garrigou           | Émile Georget                |
| 1908 | Lucien Petit-Breton        | François Faber             | Georges Passerieu            |
| 1909 | François Faber             | Gustave Garrigou           | Jean Alavoine                |
| 1910 | Octave Lapize              | François Faber             | Gustave Garrigou             |
| 1911 | Gustave Garrigou           | Paul Duboc                 | Émile Georget                |
| 1912 | Odile Defraye              | Eugène Christophe          | Gustave Garrigou             |
| 1913 | Philippe Thys              | Gustave Garrigou           | Marcel Buysse                |
| 1914 | Philippe Thys              | Henri Pélissier            | Jean Alavoine                |
| 1919 | Firmin Lambot              | Jean Alavoine              | Eugène Christophe            |
| 1920 | Philippe Thys              | Hector Heusghem            | Firmin Lambot                |
| 1921 | Léon Scieur                | Hector Heusghem            | Honoré Barthélémy            |
| 1922 | Firmin Lambot              | Jean Alavoine              | Félix Sellier                |
| 1923 | Henri Pélissier            | Ottavio Bottecchia         | Romain Bellenger             |
| 1924 | Ottavio Bottecchia         | Nicolas Frantz             | Lucien Buysse                |
| 1925 | Ottavio Bottecchia         | Lucien Buysse              | Bartolomeo Aymo              |
| 1926 | Lucien Buysse              | Nicolas Frantz             | Bartolomeo Aymo              |
| 1927 | Nicolas Frantz             | Maurice De Waele           | Julien Vervaecke             |
| 1928 | Nicolas Frantz             | André Leducq               | Maurice De Waele             |
| 1929 | Maurice De Waele           | Giuseppe Pancera           | Jef Demuysere                |
| 1930 | André Leducq               | Learco Guerra              | Antonin Magne                |
| 1931 | Antonin Magne              | Jef Demuysere              | Antonio Pesenti              |
| 1932 | André Leducq               | Kurt Stöpel                | Francesco Camusso            |
| 1933 | Georges Speicher           | Learco Guerra              | Giuseppe Martano             |
| 1934 | Antonin Magne              | Giuseppe Martano           | Roger Lapébie                |
| 1935 | Romain Maes                | Ambrogio Morelli           | Félicien Vervaecke           |
| 1936 | Sylvère Maes               | Antonin Magne              | Félicien Vervaecke           |
| 1937 | Roger Lapébie              | Mario Vicini               | Léo Amberg                   |
| 1938 | Gino Bartali               | Félicien Vervaecke         | Victor Cosson                |
| 1939 | Sylvère Maes               | René Vietto                | Lucien Vlaemynck             |
| 1947 | Jean Robic                 | Édouard Fachleitner        | Pierre Brambilla             |
| 1948 | Gino Bartali               | Albéric Schotte            | Guy Lapébie                  |
| 1949 | Fausto Coppi               | Gino Bartali               | Jacques Marinelli            |
| 1950 | Ferdi Kübler               | Stan Ockers                | Louison Bobet                |
| 1951 | Hugo Koblet                | Raphaël Géminiani          | Lucien Lazaridès             |
| 1952 | Fausto Coppi               | Stan Ockers                | Bernardo Ruiz i Navarrete    |
| 1953 | Louison Bobet              | Jean Malléjac              | Giancarlo Astrua             |
| 1954 | Louison Bobet              | Ferdi Kübler               | Fritz Schär                  |
| 1955 | Louison Bobet              | Jean Brankart              | Charly Gaul                  |
| 1956 | Roger Walkowiak            | Gilbert Bauvin             | Jan Adriaenssens             |
| 1957 | Jacques Anquetil           | Marcel Janssens            | Adolf Christian              |
| 1958 | Charly Gaul                | Vito Favero                | Raphaël Géminiani            |
| 1959 | Federico Martín Bahamontes | Henry Anglade              | Jacques Anquetil             |
| 1960 | Gastone Nencini            | Graziano Battistini        | Jan Adriaenssens             |
| 1961 | Jacques Anquetil           | Guido Carlesi              | Charly Gaul                  |
| 1962 | Jacques Anquetil           | Joseph Planckaert          | Raymond Poulidor             |
| 1963 | Jacques Anquetil           | Federico Martín Bahamontes | José Pérez Francés           |
| 1964 | Jacques Anquetil           | Raymond Poulidor           | Federico Martín Bahamontes   |
| 1965 | Felice Gimondi             | Raymond Poulidor           | Gianni Motta                 |
| 1966 | Lucien Aimar               | Jan Janssen                | Raymond Poulidor             |
| 1967 | Roger Pingeon              | Julio Jiménez Muñoz        | Franco Balmamion             |
| 1968 | Jan Janssen                | Herman Van Springel        | Ferdinand Bracke             |
| 1969 | Eddy Merckx                | Roger Pingeon              | Raymond Poulidor             |
| 1970 | Eddy Merckx                | Joop Zoetemelk             | Gösta Pettersson             |
| 1971 | Eddy Merckx                | Joop Zoetemelk             | Lucien Van Impe              |
| 1972 | Eddy Merckx                | Felice Gimondi             | Raymond Poulidor             |
| 1973 | Jesús Luis Ocaña Pernía    | Bernard Thévenet           | José Manuel Fuente Lavandera |
| 1974 | Eddy Merckx                | Raymond Poulidor           | Vicente López Carril         |
| 1975 | Bernard Thévenet           | Eddy Merckx                | Lucien Van Impe              |
| 1976 | Lucien Van Impe            | Joop Zoetemelk             | Raymond Poulidor             |
| 1977 | Bernard Thévenet           | Hennie Kuiper              | Lucien Van Impe              |
| 1978 | Bernard Hinault            | Joop Zoetemelk             | Joaquim Agostinho            |
| 1979 | Bernard Hinault            | Joop Zoetemelk             | Joaquim Agostinho            |
| 1980 | Joop Zoetemelk             | Hennie Kuiper              | Raymond Martin               |
| 1981 | Bernard Hinault            | Lucien Van Impe            | Robert Alban                 |
| 1982 | Bernard Hinault            | Joop Zoetemelk             | Johan van der Velde          |
| 1983 | Laurent Fignon             | Ángel Arroyo Lanchas       | Peter Winnen                 |
| 1984 | Laurent Fignon             | Bernard Hinault            | Greg LeMond                  |
| 1985 | Bernard Hinault            | Greg LeMond                | Stephen Roche                |
| 1986 | Greg LeMond                | Bernard Hinault            | Urs Zimmermann               |
| 1987 | Stephen Roche              | Pedro Delgado              | Jean-François Bernard        |
| 1988 | Pedro Delgado              | Steven Rooks               | Fabio Enrique Parra Pinto    |
| 1989 | Greg LeMond                | Laurent Fignon             | Pedro Delgado                |
| 1990 | Greg LeMond                | Claudio Chiappucci         | Erik Breukink                |
| 1991 | Miguel Indurain Larraya    | Gianni Bugno               | Claudio Chiappucci           |
| 1992 | Miguel Indurain Larraya    | Claudio Chiappucci         | Gianni Bugno                 |
| 1993 | Miguel Indurain Larraya    | Tony Rominger              | Zenon Jaskuła                |
| 1994 | Miguel Indurain Larraya    | Piotr Ugriúmov             | Marco Pantani                |
| 1995 | Miguel Indurain Larraya    | Alex Zülle                 | Bjarne Riis                  |
| 1996 | Bjarne Riis                | Jan Ullrich                | Richard Virenque             |
| 1997 | Jan Ullrich                | Richard Virenque           | Marco Pantani                |
| 1998 | Marco Pantani              | Jan Ullrich                | Bobby Julich                 |
| 1999 | no atribuït                | Alex Zülle                 | Fernando Escartín Coti       |
| 2000 | no atribuït                | Jan Ullrich                | Joseba Beloki Dorronsoro     |
| 2001 | no atribuït                | Jan Ullrich                | Joseba Beloki Dorronsoro     |
| 2002 | no atribuït                | Joseba Beloki Dorronsoro   | Raimondas Rumšas             |
| 2003 | no atribuït                | Jan Ullrich                | Alekszandr Vinokurov         |
| 2004 | no atribuït                | Andreas Klöden             | Ivan Basso                   |
| 2005 | no atribuït                | Ivan Basso                 | no atribuït                  |
| 2006 | Óscar Pereiro Sio          | Andreas Klöden             | Carlos Sastre Candil         |
| 2007 | Alberto Contador Velasco   | Cadel Evans                | no atribuït                  |
| 2008 | Carlos Sastre Candil       | Cadel Evans                | Denís Ménxov                 |
| 2009 | Alberto Contador Velasco   | Andy Schleck               | Bradley Wiggins              |
| 2010 | Andy Schleck               | Samuel Sánchez González    | Jurgen Van den Broeck        |
| 2011 | Cadel Evans                | Andy Schleck               | Fränk Schleck                |
| 2012 | Bradley Wiggins            | Christopher Froome         | Vincenzo Nibali              |
| 2013 | Christopher Froome         | Nairo Quintana Rojas       | Joaquim Rodríguez i Oliver   |
| 2014 | Vincenzo Nibali            | Jean-Christophe Péraud     | Thibaut Pinot                |
| 2015 | Christopher Froome         | Nairo Quintana Rojas       | Alejandro Valverde Belmonte  |
| 2016 | Christopher Froome         | Romain Bardet              | Nairo Quintana Rojas         |
| 2017 | Christopher Froome         | Rigoberto Urán             | Romain Bardet                |
| 2018 | Geraint Thomas             | Tom Dumoulin               | Christopher Froome           |
| 2019 | Egan Bernal Gómez          | Geraint Thomas             | Steven Kruijswijk            |
| 2020 | Tadej Pogačar              | Primož Roglič              | Richie Porte                 |
| 2021 | Tadej Pogačar              | Jonas Vingegaard           | Richard Carapaz Montenegro   |
| 2022 | Jonas Vingegaard           | Tadej Pogačar              | Geraint Thomas               |
| 2023 | Jonas Vingegaard           | Tadej Pogačar              | Adam Yates                   |
| 2024 | Tadej Pogačar              | Jonas Vingegaard           | Remco Evenepoel              |
| 2025 | Tadej Pogačar              | Jonas Vingegaard           | Florian Lipowitz             |
| 2026 |                            |                            |                              |
| 2027 |                            |                            |                              |
| 2028 |                            |                            |                              |

## Palmarès per països
| País          | Victòries | 2n lloc | 3r lloc | Total |
| ------------- | --------- | ------- | ------- | ----- |
| França        | 36 (20)   | 30      | 32      | 98    |
| Bèlgica       | 18 (10)   | 15      | 16      | 49    |
| Espanya       | 12 (7)    | 6       | 14      | 32    |
| Itàlia        | 10 (7)    | 16      | 15      | 41    |
| Regne Unit    | 6 (3)     | 2       | 2       | 12    |
| Luxemburg     | 5 (4)     | 6       | 3       | 14    |
| Eslovènia     | 4 (1)     | 3       | -       | 7     |
| Dinamarca     | 3 (2)     | 3       | 1       | 7     |
| Estats Units  | 3 (1)     | 1       | 2       | 6     |
| Països Baixos | 2 (2)     | 11      | 4       | 17    |
| Suïssa        | 2 (2)     | 4       | 3       | 9     |
| Alemanya      | 1         | 8       | 1       | 10    |
| Colòmbia      | 1         | 3       | 2       | 6     |
| Austràlia     | 1         | 2       | 1       | 4     |
| Irlanda       | 1         | -       | 1       | 2     |
| Rússia        | -         | 1       | 1       | 2     |
| Letònia       | -         | 1       | -       | 1     |
| Portugal      | -         | -       | 2       | 2     |
| Àustria       | -         | -       | 1       | 1     |
| Suècia        | -         | -       | 1       | 1     |
| Polònia       | -         | -       | 1       | 1     |
| Lituània      | -         | -       | 1       | 1     |
| Kazakhstan    | -         | -       | 1       | 1     |
| Equador       | -         | -       | 1       | 1     |

- Entre parèntesis el número de ciclistes diferents que han aconseguit victòries per a cada país.

## Estadístiques

### Més victòries generals

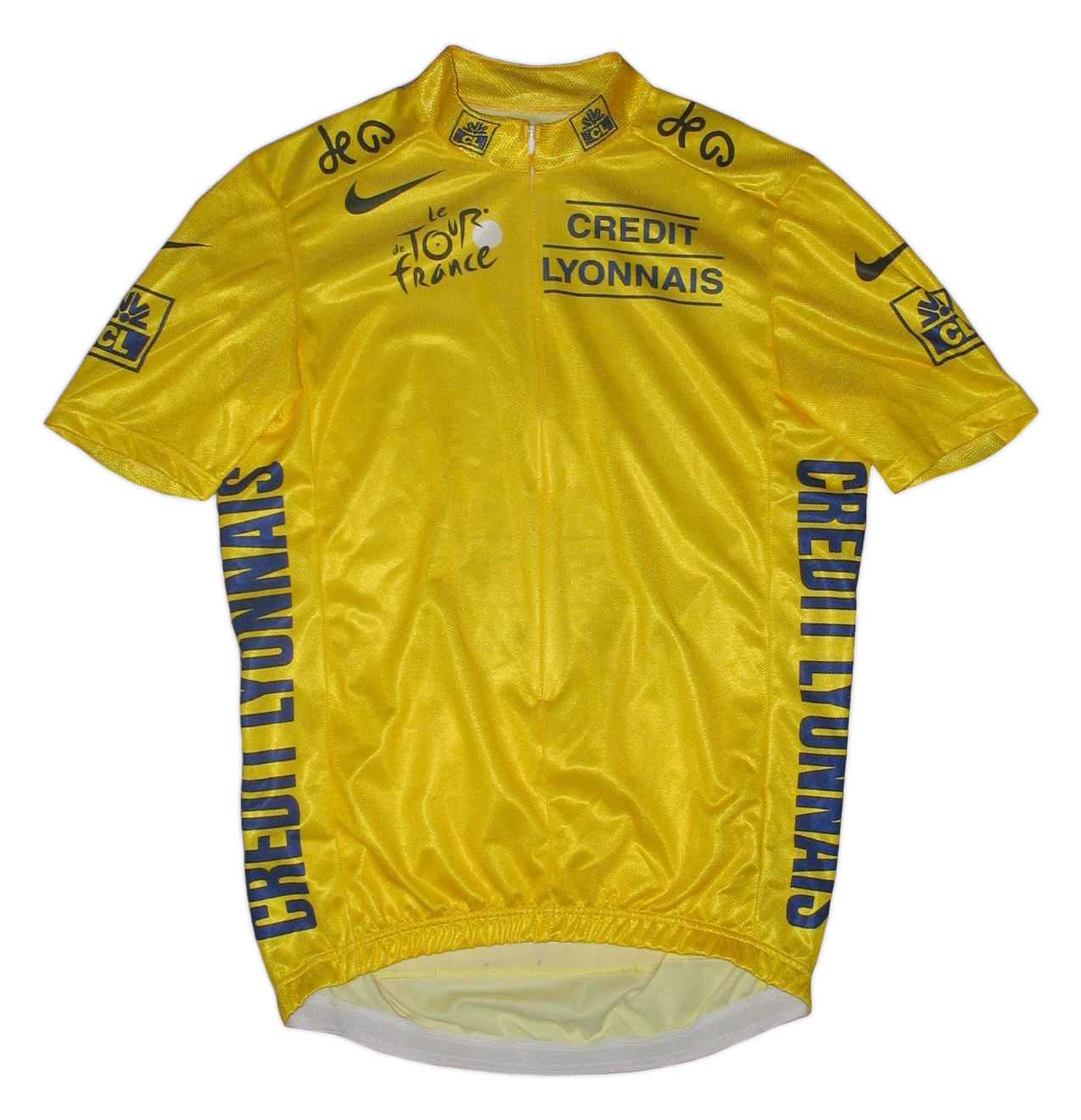
Mallot groc del Tour.

| Ciclista         | País         | Victòries | Anys                         |
| ---------------- | ------------ | --------- | ---------------------------- |
| Jacques Anquetil | França       | 5         | 1957, 1961, 1962, 1963, 1964 |
| Eddy Merckx      | Bèlgica      | 5         | 1969, 1970, 1971, 1972, 1974 |
| Bernard Hinault  | França       | 5         | 1978, 1979, 1981, 1982, 1985 |
| Miguel Indurain  | Espanya      | 5         | 1991, 1992, 1993, 1994, 1995 |
| Chris Froome     | Regne Unit   | 4         | 2013, 2015, 2016, 2017       |
| Tadej Pogačar    | Eslovènia    | 4         | 2020, 2021, 2024, 2025       |
| Philippe Thijs   | Bèlgica      | 3         | 1913, 1914, 1920             |
| Louison Bobet    | França       | 3         | 1953, 1954, 1955             |
| Greg LeMond      | Estats Units | 3         | 1986, 1989, 1990             |

### Altres dades
- Ciclista més jove en repetir victòria a la general:
  - Tadej Pogačar (2021) amb 22 anys i 299 dies[35]
- Major diferència d'anys entre victòries:
  - Gino Bartali guanyà el seu primer Tour el 1938 i el seu segon i últim Tour, deu anys més tard, el 1948.
- Més dies vestit de groc:
  - Eddy Merckx encara ostenta aquesta rècord, amb un total de 96 dies de líder de la volta francesa.
- Victòries d'etapa:
  - Més victòries totals:
    - Mark Cavendish té 35 victòries d'etapa, una més que Eddy Merckx.[36]

  - Més etapes guanyades en un mateix Tour:
    - Tres ciclistes han guanyat 8 etapes en un mateix any:
      - Charles Pélissier: (1930, a més 7 segon llocs 3 tercers);[37]
      - Eddy Merckx: (1970, 1974);[38]
      - Freddy Maertens: (1976, a més de 4 segons llocs i 2 tercers).[39]

  - Més etapes consecutives guanyades:
    - François Faber: 5 etapes consecutives el 1909 (en va guanyar 6 en aquella edició).
- Més victòries en la classificació per punts:
  - Peter Sagan ha guanyat el mallot verd en set ocasions (2012, 2013, 2014, 2015, 2016, 2018, 2019).
  - Erik Zabel ha guanyat el mallot verd en sis ocasions consecutives (1996-2001).
- Més victòries en la classificació de la muntanya:
  - Richard Virenque l'ha guanyat en 7 ocasions (1994-1997, 1999, 2003, 2004).
  - En 6 ocasions, Lucien Van Impe (1971, 1972, 1975, 1977, 1981 i 1983) i Federico Martín Bahamontes (1954, 1958, 1959, 1962, 1963 i 1964) foren els millors escaladors de la ronda francesa.
- Més victòries en la classificació dels joves:
  - Tadej Pogacar (2020, 2021, 2022 i 2023) ha guanyat el mallot blanc en quatre ocasions.
  - Jan Ullrich (1996, 1997 i 1998) i Andy Schleck (2008, 2009, 2010) l'han guanyat tres cops.
- Més podis:
  - Malgrat no haver vençut mai el Tour de frança, Raymond Poulidor és el corredor que ha pujat més cops al podi final: 3 cops segon (1964, 1965 i 1974) i 5 cops tercer (1962, 1966, 1969, 1972 i 1976).
- Menor diferència entre el guanyador i el segon:
  - 8 segons de Greg Lemond sobre Laurent Fignon (1989).
  - Altres diferències inferiors al minut: Jacques Anquetil sobre Raymond Poulidor (1964), Jan Janssen sobre Herman Van Springel (1968), Bernard Thévenet sobre Hennie Kuiper (1977), Stephen Roche sobre Pedro Delgado (1987), Óscar Pereiro sobre Andreas Klöden (2006), Alberto Contador sobre Cadel Evans (2007), Carlos Sastre sobre Cadel Evans (2008), Alberto Contador sobre Andy Schleck (2010), Christopher Froome sobre Rigoberto Urán (2017).
- Major diferència entre el guanyador i el segon:
  - 2 hores 59 minuts i 21 segons de Maurice Garin sobre Lucien Pothier (en la primera edició de 1903).
  - Altres diferències per sobre de l'hora: Henri Cornet sobre Jean-Baptiste Dortignacq (1904), Firmin Lambot sobre Jean Alavoine (1919), Lucien Buysse sobre Nicolas Frantz (1936) i Nicolas Frantz sobre Maurice Dewaele (1927).
- Més participacions:
  - Sylvain Chavanel: amb 18 participacions (2001–2018), de les quals n'ha acabat 16 (totes menys les de 2007 i 2012).
- Guanyador més jove:
  - Henri Cornet amb 19 anys.
- Guanyador més veterà:
  - Firmin Lambot amb 36 anys, 4 mesos i 9 dies.